# Val-d’Oire-et-Gartempe
Val-d’Oire-et-Gartempe – gmina we Francji, w regionie Nowa Akwitania, w departamencie Haute-Vienne. W 2016 roku liczba ludności wynosiła 1727 mieszkańców. 
Gmina została utworzona 1 stycznia 2019 roku z połączenia czterech ówczesnych gmin: Bussière-Poitevine, Darnac, Saint-Barbant oraz Thiat. Siedzibą gminy została miejscowość Bussière-Poitevine.